# 周統
周統（1455年—？），字伯承，江西吉安府廬陵縣人，民籍，明朝政治人物。

## 生平
江西鄉試第八十二名舉人。弘治三年（1490年）中式庚戌科會試第二百五十八名，二甲第十一名進士。歷官宿州、趙州知州，正德四年（1509年）任直隸太平府知府。

## 家族
曾祖周子遜；祖父周詢，教諭、贈主事；父周孟中，按察司副使。母劉氏（封安人）。具庆下。弟仲敬。